# 佐藤成次
佐藤 成次（さとう なりつぐ、慶長4年（1599年） - 延宝3年3月28日（1675年4月22日））は、江戸時代の旗本、伊深佐藤氏旗本二代目（旗本寄合席）。別名は吉次（よしつぐ）。法名は宗智。

## 生涯
慶長19年（1614年）徳川家康に拝謁し、大坂の陣に従い小姓となる。後に書院番に移った。
寛永11年（1634年）11月4日に父・継成の遺跡を嗣いで、旗本寄合席二代伊深陣屋主となった。
伊深領主となった時、関山国師の遺跡を復興し、伊深正眼寺を中興した功労者である。正眼寺には、成次の「佐藤吉次公坐像」が保存されている。
万治元年(1658年)、豊前中津の僧太極唯一が、関山山の遺蹟を訪れ、ここに寺を建立しようと決意し、禅徳寺の玄興と謀り、この地を知行所としていた旗本の佐藤成次に願い出た。
寛文9年（1669年）、 成次は、「関山山、今度伽藍建立に付て、領内山林の竹木御用次第伐採り御遣し候はるべし」と敷地と諸用材の寄進を申し出た。正眼寺は、「佐藤吉次公坐像」を所蔵している。
寛永16年（1639年）6月20日に下総国舟橋において御殿の修理奉行を務めた。
正保2年（1645年）2月17日、日光山諸堂社の修造奉行を務めた。
明暦元年（1655年）12月11日には駿河国薩埵山の道路の普請奉行を務めた。
寛文10年（1670年）10月28日、従五位下駿河守に叙任された。
後に職を辞して旗本寄合席に列し、延宝3年（1675年）3月28日死去。享年77。その遺言によって遺骸は美濃国加茂郡伊深村の正眼寺の裏山に葬られた。法名は、了心院殿月皎宗智大居士。
生前、成次は、日光輪王寺の大猷院に徳川家光の霊廟を建てる際に普請奉行を務めていたが、
延宝5年(1677年)、佐藤続成は、父の成次の三回忌にあたり、日光で普請に使った用材の残りを伊深に運び、正眼寺の山中に成次の霊屋を建立した。
口碑によれば、残材という名目であったが、わざと良材に傷を付けて残材として運んだと言われるほど、霊屋の造作は堅牢端正で2年を費やして完成した。
この建設のために、村の農民が動員されたが、その賦役が天和義民事件の要因の一つとなった。
正眼寺の本堂左の山中に墓と霊屋がある。宝蔵には佐藤家縁の甲冑や古文書が納められている 。

## 知行所
- 美濃国	加茂郡 伊深村 1300石
- 摂津国 武庫郡 守部村 511石9升1合309・西武庫村 192石1斗6升4合993・常吉村 14石3斗9升
- 大和国 十市郡 西宮村 100石2斗7升9合999・新木村 189石4斗4升9合997・豊田村 438石5斗3升8合605・中村	293石6斗7升8合986
- 近江国 高島郡